# Elmwood (Luizjana)
Elmwood – jednostka osadnicza w Stanach Zjednoczonych, w stanie Luizjana, w parafii Jefferson.